# Soro (álbum)
Soro é um álbum de Salif Keïta, lançado em 1987.

## Faixas
1. "Wamba" (Keita) – 4:45
2. "Soro (Afriki)" (Keita) – 9:52
3. "Souareba" (Keita) – 4:39
4. "Sina (Soumbouya)" (Keita) – 4:45
5. "Cono" (Keita) – 6:00
6. "Sanni Kegniba" (Keita) – 7:44